# ۹۵۶ (خورشیدی)
۹۵۶ نهصد و پنجاه و ششمین سال هجری خورشیدی است.

## درگذشتگان
- درگذشت احتمالی حسن بیگ روملو، (زاده: ۹۰۹)،  نویسنده کتاب احسن‌التواریخ.